# (16160) 2000 AZ66
A (16160) 2000 AZ66 a Naprendszer kisbolygóövében található aszteroida. A LINEAR projekt keretében fedezték fel 2000. január 4-én.